# Историја Суботице
Историја Суботице може се на основу писаних и материјалних извора пратити дубоко у средњи век, али континуирано тек од коначног ослобођења града од Турака (1697. године) и његовог насељавања Србима и Буњевцима.

## Рана историја
Суботица је вероватно настала после најезде Татара, крајем 12. или почетком 13. века, али је први помен о њој из 1391. године. Прво забележено име града било је Забатка, а према једном тумачењу, ово име потиче од забата са панонских кућа. Половином 15. века, Суботица има статус опиде, односно града најнижег ранга, а 1499. године се помиње као тврђава у Бодрошкој жупанији (тврђаву је подигао ердељски војвода Јанош Понграц од Денгелега 1470. године). У 16. веку градом је управљао Валентин Терек. До 16. века Суботица је била под угарском управом, а у 16. веку је освајају Турци, због чега се дотадашње мађарско становништво града разбежало, углавном на просторе данашње Словачке.

## Цар Јован Ненад
После пораза који су на Мохачком пољу 1526. године угарској војсци нанели Турци, у Угарској је настала борба око упражњеног краљевског престола између ердељског војводе Јована Запоље и Фердинанда I Хабзбуршког. У току ове борбе, међу Србима на подручју Војводине, појавио се Јован Ненад, до тада непознат човек, који се назвао српским царем и створио једну самосталну државу краткога века са центром у Суботици. Док су се Фердинанд и Запоља отимали о угарску круну, Јован Ненад је организовао српску војску од петнаест до двадесет хиљада људи, једнаку по снази аустријској и угарској оружаној сили, чиме је постао веома значајан чинилац. На његову страну прешао је и највећи део шајкашке флоте на Дунаву и Тиси. Своје прве чете, цар Јован Ненад је формирао у околини Липове, у северном Банату. Прикупљене чете преведе цар преко Тисе у Бачку и за кратко време протера Турке, који су после одласка султана Сулејмана остали као посада у појединим бачким местима. Чим је Турке протерао из Бачке, изабере цар Јован Сабатку, данашњу Суботицу, за своју резиденцију.
Цар Јован затим даде Суботицу утврдити и стави у њу српску војну посаду, а потом је спровео организацију свога двора. Окружио се са шест стотина униформисаних стаситих младића као телесном гардом, названих по турском начину јањичарима. За генералног капетана својих чета именовао је Радослава Челника, за своје посланике код страних дворова узео је Фабијана Литерата и Јована Долића, а за свог благајника и палатина (намесника, по узору угарских краљева) именовао је војводу Суботу Врлића. Кад је Бачку и Банат очистио од Турака, враћали су се угарски племићи на своја имања, али их цар није примао него је поклањао земљиште у Бачкој својим људима, Србима. Крајем 1526. године, преведе цар један део својих чета преко Дунава у Срем и освоји турске тврђаве Баноштар и Черевић са околним местима и стави у њих српску посаду. Водећи борбу против два непријатеља, Турака и угарског племства, Јован Ненад је веома брзо постигао велики успех, а његова појава заинтересовала је све утицајне европске дворове.
Почетком 1527. године Јован Ненад је учврстио своју власт у Бачкој, Банату и делу Срема. Одбио је нападе Валентина Терека и Владислава Чакија. Маја месеца 1527. године, Јован Ненад и његове војводе преузели су обавезу трајне оданости Хабзбурговцима. То је са територије Угарске под Запољином влашћу изазвало прави крсташки рат против Јована Ненада. Док се Јован Ненад налазио у Чоми, нападне Терек изненада на Суботицу, у којој тога момента није било ни палатина Суботе, и успе да истера из града цареву српску посаду. На то цар пренесе своје седиште у Сегедин. Јован Ненад је 26. јула 1527. године у Сегедину на превару смртно рањен, а његова војска се убрзо распала, тако да је и извојевана слобода била изгубљена. После Терековог заузимања Суботице, град је за кратко време поново дошао под угарску управу, да би га освојили Турци 1543. године.
Претпоставља се да је град добио своје данашње име, Суботица, по палатину и ризничару цара Јована Ненада, Суботи Врлићу. Цару Јовану Ненаду подигнут је у Суботици споменик 1927. године, али су га Хортијеви војници 1941. године порушили. Споменик је обновљен 1991. године.

## Турска управа
За време Турске управе, Суботица је била седиште нахије, односно седиште разних судских, управних и војних власти. Забележено је да се „град налази усред ненасељеног краја једне бескрајне равнице“. Утврђење се налазило поред језера, а то је било мало, али високо и јако утврђење, зидано од тврдог материјала. Град је имао 140 домова, покривених трском и рогозом, а било је много вртова и винограда. Турци су на овом подручју насељавали српско становништво, као и друге колонисте са Балкана. Истовремено су стизале и породице српских најамника турске војске. Према турским пописима, 1580/82 године у граду је било 49 српских кућа, а 1590. године 43. Турски период је трајао до 1686. године.

## Хабзбуршка управа до 1848/1849. године

### Војни шанац
Након доласка Аустријанаца почиње нагли развој насеља. Суботица се налазила у саставу Потиске војне границе и тај статус је био привлачан за многобројне досељенике. Развоју насеља је допринело досељавање 5.000 Буњеваца у Бачку 1687. године, под својим вођама Дујом Марковићем и Ђуром Видаковићем. По неким изворима, ови Буњевци су се доселили из Далмације, а по другим изворима из Босне. Буњевци су се досељавали у Суботицу и њену ширу околину још током 16. и 17. века, а у време формирања Потиске војне границе 1702/1703. године чинили су у Суботици већину становништва. Суботички граничари истакли су се током борби са покретом Фрање II Ракоција, чији су устаници, не штедећи ни православне ни католике, терорисали и опустошили целу Бачку. Ракоцијева војска (такозвани куруци) напала је и саму Суботицу, чије је становништво морало да бежи из града (1704—1705. године), па се део склонио у Петроварадин. Много штете нанела је и куга која је харала 1709. године, а епидемије куге забележене су и 1738. и 1741. године.
Становништво у војној граници било је ослобођено жупанијских и коморских терета и кулука, али је плаћало порез за издржавање стајаће војске. Током прве половине 18. века, Суботица је имала доста спорова са Сегедином поводом тачне границе између ова два града, пошто разграничење није довољно прецизно урађено још при самом оснивању Потиске границе. Према попису из 1720. године, Суботица је већински била настањена буњевачким и српским становништвом, а у попису је забележен податак да у граду живе само два Мађара, један граничар редов и један неграничар по занимању ковач.
Занатство у Суботици испрва није било на високом нивоу, већ је било усмерено на обезбеђивање основних животних потреба: воде и хране. У граду је почетком треће деценије 18. века било само 10 регистрованих занатлија, а они су служили и као граничари у пешадији. После 1720. године почиње интензиван економски напредак становништва Суботице, која постаје најјачи привредни центар у Потиској војној граници.

### Привилеговано коморско трговиште
1743. године, развојачена је војна граница, а као последицу заслуга суботичких граничара у аустријским ратовима, град добија статус коморске вароши са именом Сент Марија. Град је имао право одржавања два годишња вашара и пијаце једанпут недељно. Суботица у посед добија и 12 околних пустара. Тада је уследило досељавање Мађара, Словака и Немаца, али и занатлија, који су допринели јачању централних градских функција. Град затим добија и свој статут, написан на буњевачком језику, а Буњевци преузимају управу над градом преко градског судије, те магистрата и изабране општине у којима чине апсолутну већину.
После развојачења војне границе, град је подређен Хабзбуршкој Угарској и Бачко-бодрошкој жупанији, што је изазвало незадовољство и исељавање српског граничарског живља. У време развојачења границе, 1743. године, у Суботици је било две трећине „Далматинаца” (Буњеваца) и једна трећина „Раца” (Срба). У априлу 1746. године, издата је наредба по којој сви који неће да остану под цивилном управом могу да се иселе у она места која су још под војном управом. До пролећа 1747. године иселило се, највише у Шајкашку, 315 православних породица, а остало их је само 20, после чега се у Суботицу у већем броју досељавају Мађари (1746—1747. године, а нарочито 1754. године из Кечкемета и Сегедина), а долазе и Буњевци из Чавоља. Убрзо се део српског становништва вратио у град и помирио са новим стањем, тако да је 1748. године било 58, 1769. године 200, а 1773. године 259 српских домова у Суботици. После коначног развојачења Потиско-поморишке војне границе 1751. године, многи Срби су отишли у Русију. Део Срба који су напустили град створио је посебно насеље у Александрову, у близини Суботице (ово насеље је касније спојено са Суботицом и данас чини једну од суботичких градских четврти).
Град је настојао да среди своје пореско питање пошто су се у то време плаћали државни порез, феудалне ренте и разне таксе. Према попису из 1748. године, у Суботици је било укупно 759 опорезованих чланова породица, од којих је 586 припадало Буњевцима. Исте године, у граду је било 562 домаћинства, великом већином буњевачких (становника православне вере било је тада у 58 домова, а мађарских становника у 48 домова). 1778. године број становника Суботице износио је 21.471, од којих су 17.043 били Буњевци и Срби.

### Слободни краљевски град
После вишегодишњег залагања суботичке општине, град 22. јануара 1779. године добија статус „слободног и краљевског привилегованог града“ и ново име Марија Терезиополис. Од тада се одржавало пет вашара годишње и две пијаце недељно, Суботица је ослобођена свих коморских обавеза и стекла је право убирања неколико пореза. Град је настојао да привуче што више занатлија, а земље околних пустара су испарцелисане и продате, што је такође привукло ново становништво. Међу досељеницима било је доста феудалаца, што је још више допринело подизању економске моћи и угледа града.
Прва средња школа, претеча гимназије, отворена је у Суботици 1747, дом за старе 1766, а Палић постаје лечилиште 1845. године. Прва штампарија основана је 1844, а прве новине изашле су 1848. године.

## Револуција из 1848/1849. године
Као одговор на избијање Мађарске револуције 1848. године, на Мајској скупштини у Сремским Карловцима проглашена је аутономна Српска Војводина, чије су прокламоване границе укључивале и Суботицу, али војска Српске Војводине није успела да зауземе овај град, који је био под контролом мађарских снага. За разлику од Срба и Хрвата, који су тада били противници мађарске револуције, већи део буњевачког становништва био је на страни Мађара.
Почетком фебруара 1849. године, Срби су упутили државним властима у Суботици, Бајмоку и Алмашу позив на предају. Писмо Срба овим градовима садржи следеће: „Позивају се градске власти да предају град, јер су његови становници пружили сваку помоћ побуњеној мађарској нацији, која се усудила на издају Његовог величанства цара, да уништи градове и села, да отера безброј људи у избеглиштво, и да опљачка и оскрнави српске цркве. Ако се град буде предао, казниће се само кривци на најстрожи начин, ако не, град ће бити потпуно уништен“. У наставку позива наређује се „да се положи заклетва верности Фрањи Јосифу, Војводи и Патријарху, и захтева се послушност“. На крају, „у име племенитог срца Франца Јозефа и српске нације обећава се све лепо и добро, и позивају се градови да са њима уједињено, окрену своје оружје против Мађара који су узурпирали круну и земљу“. Тада је мајор мађарске војске Мориц Сарић записао да је овај захтев Срба „без преседана у историји Света“. Пошто Срби тада нису успели да заузму Суботицу, град ће остати под контролом мађарских револуционара све до њихове предаје у лето 1849. године.

## Период до Првог светског рата
После пораза Мађарске револуције 1849. године формирана је једна посебна аустријска покрајина под називом Војводство Србија и Тамишки Банат, у чијем се саставу нашла и Суботица. До овог периода, становништво града знатно се повећало: у Суботици је 1836. године живело 32.984, а 1850. године 48.126 становника. После укидања Војводства Србије, 1860. године, Суботица је поново део Бачко-бодрошке жупаније у оквиру Хабзбуршке Угарске. После Аустроугарске нагодбе из 1867. године, спроводи се политика мађаризације у Угарском делу Монархије. Током 19. века, Мађари су систематски колонизовали Потисје и средњу Бачку, а мешање Буњеваца са Мађарима представљало је први корак у њиховој денационализацији. Денационализовано је (односно мађаризовано) много Буњеваца у Бачкој, укључујући и део племства, као и већину интелектуалаца.
Према Буњевачком календару за 1868. годину, било је у Суботици 50.000 Буњеваца, 6.000 Мађара, 3.500 Срба и 1.300 Јевреја. Према угарском попису из 1910. године Суботица је имала 94.610 становника, од којих је 55.587 (58,75%) говорило мађарски језик, 33.247 (35,14%) говорило буњевачки језик, 3.514 (3,71%) говорило српски језик и 1.913 (2,02%) говорило немачки језик. Не може се са сигурношћу тврдити да ли су Мађари или Буњевци били најбројнији народ у Суботици у време овог пописа. По тврдњи неких историчара (на пример британског историчара Алена Џона Персивала Тејлора), попис из 1910. године се сматра делимично нетачним, зато што се није вршио по етничком саставу или стриктно по матерњем језику, него такође по „језику који је обично у употреби“. Стога резултати пописа претерују у броју становника који говоре мађарски, пошто је ово био званични језик у то доба, и многи грађани којима мађарски није био матерњи (Буњевци, Јевреји, итд) су на попису изјавили да се служе овим језиком. Код дела Буњевачког становништва био је изражен билингуализам (двојезичност), с којим се управо може објаснити разлика у резултатима угарских пописа пре 1918. године и југословенских пописа после 1918. године (на којима је већина становништва Суботице изјавила да говори српски или хрватски језик), односно, овде се очигледно ради о истој (двојезичној) популацији, која је за време угарске управе на пописима писала мађарски језик, а за време југословенске управе српски или хрватски језик.
1869. године Суботица је укључена у железничку магистралу која је повезивала Сегедин и Ријеку, да би 1882. године била пуштена у рад главна пруга између Пеште и Земуна, чиме Суботица постаје важан железнички чвор, што је утицало да се град постепено претвори у значајан индустријско-трговински, спортско-туристички и бањско-летовалистички центар. 1885. године, основано је Удружење занатлија, које је објединило рад великог броја занатлија Суботице, али им истовремено и помогло у решавању њихових проблема. Зачетник праве индустрије била је циглана Титуса Мачковића (1878), која је произвела грађевински материјал за већину данас познатих грађевина. 1896. године изграђена је електрична централа, а наредне 1897. године пуштен је у рад трамвајски саобраћај. Крајем 19. века почела је са радом кланица Хартмана и Конена, 1904. године је прорадила Клотилд фабрика за производњу сумпорне киселине и вештачког ђубрива, а 1917. године су браћа Руф почела производњу бомбона.
Градско позориште је отворено 1854, а музичка школа 1868. године. Прву биоскопску представу приказао је Анђело Бјанки из Печуја 1899, а Александар Лифка отворио је први стални биоскоп 1910. године. Ђуро Стантић је освојио прву олимпијску медаљу у Атини 1906, а Иван Сарић је полетео авионом сопствене конструкције 1910.

## Краљевина Југославија
После распада Аустроугарске монархије, октобра 1918. године, у Суботици је 5. новембра одржан састанак виђенијих Срба и Буњеваца да би се основало Буњевачко-српско веће. Збор грађана је одржан 10. новембра, а сазван је у форми прославе 40. година постојања Пучке касине. Збору се најпре обратио Блашко Рајић, најутицајнија личност међу Буњевцима. Формирано је Буњевачко-српско народно веће, а за председника је изабран Шиме Милодановић, неутрални Буњевац, пензионисани аустроугарски пуковник. За потпредседнике су изабрани Блашко Рајић и Владислав Манојловић, а за секретаре Јован Петровић и Јосо Прћић. За команданта Буњевачко-српске народне гарде изабран је потпуковник Милан Врличић, који је 12. новембра саопштио да ова гарда има 295 чланова.
Неколико сати пре доласка српске војске у Суботицу град су напустиле мађарске и немачке трупе, повлачећи се на север. Велики жупан Лука Плесконић је наредио да се штампа плакат у коме обавештава грађанство о доласку српских трупа. Српска војска улази у Суботицу 13. новембра, а на железничкој станици је новинар Лазар Стипић дочекује овим речима: „Осамнаест часова и тридесет минута - Finis Hungarae! (Крај Угарске!)". Пуковника српске војске Анту Живуловића и мајора Михајла Бодија на станици су у име Буњевачко-српског народног одбора поздравним говорима дочекали Шиме Милодановић и Јован Манојловић. Заједно са члановима Буњевачко-српског народног одбора војска је одмах посела виталне објекте у граду. Командант Живуловић је исте вечери посетио Плесконића, а затим присуствовао вечери коју су у његову част приредили чланови Буњевачко-српског народног одбора. Исте вечери, око 23 часа, Бела Линдер је потписао Београдско примирје, што значи да је Суботица била град освојен у рату, а не територија заузета после примирја. Сутрадан су у град стигле и друге српске јединице на челу са пуковником Владиславом Крупежевићем, који је постављен за команданта града. Велике манифестације добродошлице српској војсци одржане су 17. новембра. Тада се појавио и први број „Невена“, буњевачког листа, који је 1914. године као и српска штампа, био забрањен. Нова градска управа, са градоначелником Стипаном Матијевићем на челу, именована је 20. новембра.
Посланици за Велику народну скупштину у Новом Саду, њих 75, изабрани су на збору, седници Буњевачко-српског народног одбора 24. новембра. Истог дана суботички делегати кренули су возом за Нови Сад. Наредног дана, 25. новембра 1918. године, Велика народна скупштина Срба, Буњеваца и осталих Словена у Банату, Бачкој и Барањи прогласила је отцепљење ових региона од Угарске и њихово присаједињење Краљевини Србији. Од 757 посланика на Великој народној скупштини било је 578 Срба, 84 Буњевца, 62 Словака, 21 Русин, 6 Немаца, 3 Шокца, 2 Хрвата и 1 Мађар, а међу осам чланова председништва скупштине налазио се и Бабјан Малагурски из Суботице. На Великој народној скупштини формирана је и нова покрајинска влада (Народна управа) Баната, Бачке и Барање са седиштем у Новом Саду. 1. децембра 1918. године створено је Краљевство Срба, Хрвата и Словенаца, а Суботица улази у нову државу као саставни део Краљевине Србије. На Париској мировној конференцији Суботица је призната као део Краљевства Срба, Хрвата и Словенаца, а граница према Мађарској повучена је северно од града.
Од новембра 1918. до 1922. године Суботица је била део покрајине Банат, Бачка и Барања, а такође (све до 1921. године) и део Бачко-бодрошке жупаније, као и (до 1922. године) Бачко-барањске жупаније. Од 1922. до 1929. године, град је део Бачке области, а од 1929. године у саставу је Дунавске бановине. По попису из 1921. године у Суботици је живело 90.961 становника, од којих је 60.700 (66,73%) говорило српски или хрватски језик, 26.750 (29,41%) говорило мађарски језик и 2.470 (2,72%) говорило немачки језик. По вери, било је 78.490 (86,29%) католика и 6.570 (7,22%) православних.
Након 1918. Суботица је изгубила део земљишта због новог разграничења, а већина остатка је захваћена аграрном реформом. Споменик борцима палим за ослобођење и уједињење 1912-18. откривен је 31. маја 1925., на Тргу баруна Тренка/Војводе Путника, пред зградом дивизијске области, као „први споменик ове врсте подигнут у овим крајевима”. До 1938. изграђено је 3.500 нових грађевина у вредности од 300 милиона динара, изграђен је "Баштени град" на путу за Палић са 400 кућа. Саграђено је девет католичких цркава и четири основне школе на спољној територији, Гинеколошки павиљон градске болнице, јеврејска болница, стадион Краља Петра Другог (1936, "најмонументалнији спортски објекат наше државе"). Раднички дом je подигнут 1938.
Половином августа 1936. је одржана прослава 250 година доласка Буњеваца, откривени су надгробни споменик Паји Кујунџићу и биста Анти Еветовићу.

## Други светски рат
У Другом светском рату, 12. априла 1941. године, Суботицу су окупирали мађарски фашисти, а ослободили су је Суботички партизански одред и јединице Црвене армије, 10. октобра 1944. године. У завршним борбама на железничкој станици погинуо је командант Одреда, Јован Микић Спартак, југословенски репрезентативац и рекордер у атлетици. Током окупације, 16. јуна 1944. године, суботички Јевреји су депортовани у транзитне логоре, а потом у концентрационе логоре широм Европе. Од око 6.000 Јевреја, колико се процењује да их је било у Суботици пре Другог светског рата, више од 5.000 страдало је у холокаусту.

## Период после Другог светског рата
После Другог светског рата, Суботица је део Социјалистичке Аутономне покрајине Војводине у саставу Социјалистичке Републике Србије и Социјалистичке Федеративне Републике Југославије. Од 1992. до 2003. године, град је део Савезне Републике Југославије, од 2003. до 2006. године део Србије и Црне Горе, а од 2006. године у саставу је независне Србије. Суботица је седиште Севернобачког округа, а све до 2008. године имала је статус општине, када званично добија статус града.
Процеси негирања Буњеваца као народа, који су започети у периоду између два светска рата, настављени су у веома драстичној форми по окончању Другог светског рата. Буњевци су, као и Шокци, морали постати Хрвати, јер су власти полазиле од аксиома да „буњевачке и шокачке народности не постоје“. Стога више власти наређују нижим властима да Буњевце и Шокце третирају као Хрвате „без обзира на њихову изјаву“. Наређује се да се и у будућности Буњевци и Шокци морају сматрати Хрватима. Документа са овим наредбама чувају се у Историјском архиву Суботица. Током овог периода, део буњевачког становништва у Суботици прихватио је хрватску националну свест, док се други део на пописима изјашњавао као Југословен. Када је, у доба распада Југославије, Буњевцима било дозвољено да изразе своју националну посебност, попис из 1991. године забележио је у Суботици 10.874 Буњеваца, 10.683 Хрвата и 17.454 Југословена. У другој половини 20. века, а нарочито током деведесетих година, у граду се повећала бројност српског становништва, које је по попису из 2002. године чинило другу по бројности етничку групу у Суботици.
Аутобуска станица је изграђена 1989. (арх. Горан Мартиновић, Награда "Борбе" за Војводину).
Током владавине Слободана Милошевића, доминантна политичка партија у Суботици био је Савез војвођанских Мађара, за који су, због супротстављања ове партије политици Милошевићевог режима, гласали не само етнички Мађари, већ и део словенског становништва. После демократских промена у Србији 2000. године, у Суботици јача утицај Демократске странке, која убрзо преузима улогу водеће политичке партије у граду. Фебруара 2007. године, лидер Савеза војвођанских Мађара Јожеф Каса прокоментарисао је изборни пораз од стране Демократске странке овим речима: „Изборни резултати Савеза војвођанских Мађара нису слабији него 2004, али се хрватска заједница, која је раније гласала за нас, определила за ДС. После ратних непријатељстава дошло је до пансловенске слоге”.